# Khutar
Khutar es una ciudad y una nagar panchayat en el distrito de Shahjahanpur, en el estado indio de Uttar Pradesh.

## Geografía
Khutar está localizada en 28°12′N 80°17′E / 28.2, 80.28. Tiene una altitud media de 162 metros (531 pies).

## Demografía
Según el censo de 2001, Khutar tenía una población de 14,219 habitantes. Los individuos del sexo masculino constituyen 53% de la población y los del sexo femenino 47%. Khutar tiene una tasa de alfabetización de 51%, inferior a la media nacional de 59.5%: a alfabetización en el sexo masculino es de 60% y en el sexo femenino es de 40%. En Khutar, 18% de la población está por debajo de los 6 años de edad.